# بال روماني
بال روماني (بالمجرية: Romány Pál)‏ (1929-) ولدَ في17 نوفمبر من عام 1929، هوَ مُهندس زراعي مَجري وسياسي شيوعي سابق، شَغل منصب وزير الزراعة والأغذية في المَجر بين عامي 1975 و1980.